# 金本章生
金本 章生（かねもと あきお、1945年4月9日 - ）は京都府京都市出身のプロゴルファー。

## 来歴
生家のすぐ近くにゴルフコースがあり、自然とゴルフを独学で覚えた。中学卒業後はキャディのアルバイトを務め、その後は17歳から18歳にかけて鉄工所に勤務し筋力を培い、20歳で太閤坦カントリークラブに研修生として就職。
21歳でプロ入りし、1970年の日本プロでは橘田光弘とインスタートから佐藤精一を猛追するが、佐藤に1打及ばず2位タイに終わる。
1971年には初めて外国人選手が出場した全日本トッププロ招待でG.ウォルス・テンフォルム（イングランド）の2位に入る。中日クラウンズでは初日に5アンダーで首位の尾崎将司から1打差2位と好スタートを切り、ベン・アルダ（フィリピン）、許渓山（中華民国）、内田繁と並んでの10位タイに入った。
1973年の美津濃トーナメントでは榎本七郎の2位、1974年の同大会では野口英雄と並んでの3位タイに入った。
1977年の札幌とうきゅうオープンでは初日にスタートからバーディーを出すなど好調な波に乗り、1イーグル6バーディー2ボギーの6アンダー66で首位に立った。
1978年にはダンロップ国際オープンで初日6アンダーで首位に立ち、関西オープンでは宮本康弘とのプレーオフを制す。
1978年のサントリーオープンでは初日4アンダーでアマチュアの倉本昌弘と並んで首位タイに立ち、2日目には71でこの日69の青木功、70の鈴木規夫と並んでの3位タイ、3日目にはコースを強風が吹き抜ける悪条件の中で一気に首位に立った中嶋常幸と4打差の6位に着ける。最終日には首位で発進した中嶋が1番でボギー、2番ですかさずバーディを取ったものの、1打差2位でスタートした金本も2番でバーディ、3番で中嶋がまたボギーを打って、首位は逆転。金本はさらに4番でバーディ、逆に中嶋は8、9番でボギーを連発し、首位とは3打差になる。この間に青木が2、3、4番と連続バーディで猛追するが、5番でボギーを打ち、 さらに7番でまたボギー、8番でバーディをとったものの、金本との2打差は詰まらないまま、後半に入った。1番で中嶋がバーディを取って首位と2打差に詰め寄り、残りホールでの大爆発を期待させ、金本が12番でボギー、青木・中嶋と1打差になる。三つ巴の大激戦かと思われた矢先に4番で中嶋が第一打を右の林に入れ、3打目でフェアウェイ中央に出したが、4打目がバンカー、5オンして3パットの8という信じられないスコアを出して脱落。優勝の行方は金本・青木の2人にしぼられ、先行する青木が5番でバーディで両者が並び、さらに青木が7番でバーディを取って一打リードで逆転なったかと思った途端、18番のパー5で痛恨のボギーを叩く。首位タイのまま最終ホールにきた金本は11mもあるバーディパットを入れて、通算7アンダーで逆転優勝を飾った 。プロ入り直後に結婚して以来、苦労をかけた夫人を前夜に何となく滋賀県の自宅から呼び寄せていたが、思わず金本は「おかあさん！」と観衆の中にいた夫人に声をかけ、2万人に近い大ギャラリーが祝福した。
美津濃トーナメントでも最終日18番でバーディを決め、内田・草壁政治・野口・吉川一雄を抑えて逆転優勝を飾る。
1979年には第1回京滋オープンを制し、1980年は静岡オープンでは豪快なドライバーショットで初日首位に立ち、関西プロでは杉原輝雄とプレーオフ5ホール目まで戦って2位に終わる。
1981年はKBCオーガスタでは陳志忠（中華民国）と並んで8アンダーで首位に立ち、関西オープンでは通算6アンダーで甲斐俊光・寺本一郎を抑えて同大会2勝目を飾る。
1982年の日本プロ東西対抗では会心のドライバーで273ヤードも飛ばし、東軍の湯原信光に次ぐ飛距離を記録。その後は湯原と同じく5番アイアンでセカンドを打って、難なくバーディとし、個人戦では藤木三郎・川田時志春と並んでの6位タイに入った。
1983年には京滋オープン2勝目を挙げるが、1993年のサントリーオープンを最後にレギュラーツアーから引退。

## 主な優勝
- 1978年 - 関西オープン、サントリーオープン、美津濃トーナメント
- 1979年 - 京滋オープン
- 1981年 - 関西オープン
- 1983年 - 京滋オープン